# 7032 Hitchcock
7032 Hitchcock eller 1994 VC2 är en asteroid i huvudbältet som upptäcktes den 3 november 1994 av de båda japanska astronomerna Takeshi Urata och Yoshisada Shimizu vid Nachi-Katsuura-observatoriet. Den är uppkallad efter regissören Alfred Hitchcock.
Asteroiden har en diameter på ungefär 5 kilometer.